# David Lewis Macpherson

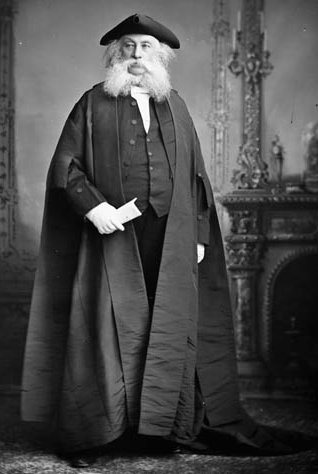
David Lewis Macpherson

Sir David Lewis Macpherson, KCMG, PC (* 12. September 1818 in Inverness, Schottland; † 16. August 1896 auf See) war ein kanadischer Politiker und Unternehmer. Beim Aufbau des kanadischen Eisenbahnnetzes spielte er eine führende Rolle. Von 1867 bis zu seinem Tod gehörte er dem Senat an, von 1883 bis 1885 war er Innenminister.

## Biografie
Im Alter von 16 Jahren folgte Macpherson dem Beispiel seiner Geschwister und wanderte nach Kanada aus. Er arbeitete zunächst als Büroangestellter im Schifftransportunternehmen seines Bruders in Montreal und wurde 1842 Seniorpartner. 1844 heiratete er die Tochter eines angesehenen Händlers. Zusammen mit Alexander Tilloch Galt und Luther Hamilton Holton übernahm er die Mehrheit der Montreal and Kingston Railway, die Teil einer geplanten Verbindung zwischen Montreal und Hamilton darstellte. Er beteiligte sich an einer Baufirma, die den Zuschlag erhalten hatte, die Grand Trunk Railway nach Oberkanada zu verlängern.
1853 ließ sich Macpherson in Toronto nieder. Er war an der Gründung der Toronto Rolling Mills Company beteiligt, die Schienen an die Grand Trunk Railway lieferte. Außerdem war er Direktor der Bank of Upper Canada. Sein Interesse am Erwerb der Baurechte an der Intercolonial Railway führte ihn in die Politik. 1864 wurde er ins Parlament der Provinz Kanada gewählt. 1867 folgte die Ernennung als Senator. Macpherson gehörte dem Schiedsgericht an, das die finanzielle Abwicklung der Trennung der Provinz Kanada in die Provinzen Ontario und Québec regelte. Er bekämpfte erfolgreich den Gesetzesvorschlag von Finanzminister John Rose zur Neuregelung des Bankenwesens; einige seiner eigenen Vorschläge flossen in das Bankengesetz von 1871 ein.
Von 1880 bis 1883 war Macpherson Vorsitzender (speaker) des Senats sowie Minister ohne Geschäftsbereich. 1883 ernannte ihn Premierminister John Macdonald zum Innenminister. Er strebte danach, die Einwanderung nach Westkanada in Gebiete entlang der geplanten Strecke der Canadian Pacific Railway zu fördern, doch in Ermangelung einer Bahnstrecke bevorzugten die Siedler Parzellen in den westlichen Vereinigten Staaten. Probleme mit Landrechten, das Hinauszögern von Entscheidungen und allgemein ein fehlendes Verständnis für die Bedenken der Métis führten 1885 zur Nordwest-Rebellion in der heutigen Provinz Saskatchewan. Im August desselben Jahres trat er als Minister zurück.
In seinen letzten Lebensjahren litt Macpherson an Diabetes. Jedes Jahr verbrachte er den Sommer und Herbst in Europa, hauptsächlich in seiner Villa in Sanremo an der italienischen Riviera. Im August 1896 starb er während der Überfahrt von England nach Kanada, er wurde in Toronto beigesetzt.